# Индустриализация в Российской империи
Индустриализация в Российской империи — процесс создания промышленности в Российской Империи, в результате которого в аграрной экономике страны развился индустриальный сектор, позволивший повысить производительность труда и частично обеспечить национальную экономику необходимыми промышленными изделиями.
Индустриализация в Российской империи была ответом на аналогичные процессы, происходившие в Западной Европе, где в XVIII в. началась промышленная революция. Но ещё ранее, в XVII в., ускоренное развитие промышленности началось в Голландии. В связи с этим необходимость ускоренного развития промышленности была осознана уже при Петре I, и были предприняты соответствующие шаги. Однако в течение XVIII — начала XIX вв. разрыв в уровне промышленного развития между Западной Европой и Россией продолжал увеличиваться.
Лишь в 1830—1860 гг. началась действительная индустриализация страны, которая продолжилась в дальнейшем (особенно интенсивно — в 1890-е гг.), и с того времени и вплоть до 1917 г. (а позднее — в годы советской индустриализации) Россия находилась в роли догоняющего, пытаясь догнать по уровню развития промышленности передовые страны Запада.

## История

### Промышленность и ремесла в XVI—XVII вв.
В эпоху Ивана Грозного Россия имела довольно развитую промышленность и ремесла. Особенно большой прогресс был достигнут в оружейном и артиллерийском делах. По объёму производства пушек и иных орудий, их качеству, разнообразию и свойствам Россия в ту эпоху была, возможно, европейским лидером (см. например московский Пушечный двор). По размерам артиллерийского парка (2 тыс. орудий) Россия превосходила другие европейские страны, причём все орудия были отечественного производства. Значительная часть армии (около 12 тысяч человек) на конец XVI в. также была вооружена стрелковым оружием отечественного производства. Рядом побед, одержанных в тот период (взятие Казани, завоевание Сибири и т. д.), Россия во многом обязана качеству и успешному применению огнестрельного оружия.
Как указывал историк Н. А. Рожков, в России в ту эпоху были развиты многие другие виды промышленного или ремесленного производства, в том числе металлообработка, производство мебели, посуды, льняного масла и т. д., некоторые из этих видов промышленной продукции шли на экспорт. При Иване Грозном была построена и первая фабрика в стране по производству бумаги.
Судя по всему, значительная часть промышленности и ремесел прекратила своё существование в период Смуты (начало XVII в.), сопровождавшейся экономическим упадком и резким сокращением городского и сельского населения страны.
В середине-конце XVII в. возник ряд новых предприятий: несколько железоделательных заводов, текстильная фабрика, стеклянные, бумажные фабрики и т. д. Большинство из них были частными предприятиями и использовали свободный наемный труд. Так, в 1630-х гг. голландский купец Андрей Виниус построил на реке Тулице (рядом с Тулой) четыре завода. Преимущественно они производили ядра, пушки, холодное оружие.
Кроме этого получило большое развитие производство кожаных изделий, которые в большом количестве шли на экспорт, в том числе в европейские страны. Было также широко распространено ткачество. Некоторые из предприятий той эпохи были довольно крупными: так, одна из ткацких мануфактур в 1630 г. располагалась в большом двухэтажном здании, где находились станки для 140 с лишним работников.

### Промышленность приПетре I
Поскольку в течение XVII в. наметилось отставание России по уровню развития промышленности от Западной Европы, то несколько дворян и чиновников (Иван Посошков, Даниил Воронов, Фёдор Салтыков, барон Люберас) около 1710 г. представили Петру I свои предложения и проекты по развитию промышленности. В эти же годы Петр I начал проведение политики, которые некоторые историки называют меркантилизмом.
Меры Петра I по развитию промышленности включали повышение импортных пошлин, которые в 1723 г. достигли 50-75 % на изделия конкурирующего импорта. Но их основное содержание состояло в использовании командно-административных и принудительных методов. Среди них — широкое применение труда приписных крестьян (крепостных крестьян, «приписанных» к заводу и обязанных там работать) и труда заключённых, уничтожение ремесленных производств в стране (кожевенных, текстильных, мелких металлургических предприятий и т. д.), конкурировавших с петровскими мануфактурами, а также строительство новых заводов в приказном порядке. В качестве примера можно привести указ Петра I Сенату в январе 1712 г. о том, чтобы насильно заставлять торговых людей строить суконные и прочие заводы, если сами не захотят. Другим примером являются запретительные указы, приведшие к уничтожению мелкого ткачества в Псковской, Архангельской и других областях. Наиболее крупные мануфактуры строились за счёт казны, и работали в основном на заказы от государства. Некоторые заводы передавались от государства в частные руки (как начинали своё дело, например, Демидовы на Урале), и их развитие обеспечивалось «приписыванием» крепостных и предоставлением субсидий и кредитов.
Промышленность значительно выросла. Только на Урале было построено при Петре не менее 27 металлургических заводов; в Москве, Туле, Санкт-Петербурге основывались пороховые заводы, лесопильни, стекольные мануфактуры; в Астрахани, Самаре, Красноярске налаживалось производство поташа, серы, селитры, создавались парусные, полотняные и суконные мануфактуры. К концу царствования Петра I существовало уже 233 завода, в том числе более 90 крупных мануфактур, построенных в течение его царствования. Крупнейшими были верфи (только на Санкт-Петербургской верфи работало 3,5 тысяч человек), парусные мануфактуры и горно-металлургические заводы (на 9 уральских заводах работало 25 тыс. рабочих), существовал ряд других предприятий с числом занятых от 500 до 1000 человек. Не все заводы начала — середины XVIII в. использовали крепостной труд, многие частные предприятия использовали труд вольнонаемных работников.
Производство чугуна в течение царствования Петра выросло многократно и к его концу достигло 1073 тыс. пудов (17,2 тыс.т.) в год. Львиная доля чугуна использовалась для производства пушек. Уже в 1722 в военном арсенале имелось 15 тыс. пушек и иных орудий, не считая корабельных.
Большинство созданных Петром I предприятий оказались нежизнеспособными. По словам историка М. Покровского, «Крах петровской крупной промышленности — несомненный факт… Основанные при Петре мануфактуры лопнули одна за другой, и едва ли десятая часть их довлачила своё существование до второй половины XVIII века». Некоторые, как, например, 5 мануфактур по производству шёлка, были закрыты вскоре после их основания ввиду низкого качества продукции и отсутствия рвения со стороны петровских вельмож. Другим примером может служить упадок и закрытие ряда металлургических заводов юга России после смерти Петра I. Некоторые авторы указывают, что количество пушек, произведённых при Петре I, многократно превосходило потребности армии, поэтому такое массовое производство чугуна было попросту не нужно.
Кроме того, качество продукции петровских мануфактур было низким, а её цена была, как правило, намного выше цены товаров ремесленного и импортного производства, чему имеется ряд свидетельств. Так, мундиры, изготовленные из сукна петровских мануфактур, приходили в негодность с поразительной быстротой. Правительственная комиссия, проводившая позднее инспекцию на одной из суконных мануфактур, обнаружила, что она находилась в крайне неудовлетворительном (аварийном) состоянии, которое делало невозможным производить сукно нормального качества.
Как было подсчитано в специальном исследовании, посвящённом петровской промышленности, к 1786 году из построенных при Петре 98 мануфактур сохранилось только 11. «Таким образом, — говорилось в исследовании, — то, что было создано волею Петра поспешно и без соображения с внутренними потребностями народа и отсутствием необходимых элементов производства, не смогло долго существовать».

### В эпохуЕкатерины II
После Петра I развитие промышленности продолжалось, но уже без столь активного вмешательства государства. Новая волна развития промышленности началась при Екатерине II и носила однобокий характер: непропорционально большое развитие получила металлургия, в то же время большинство отраслей перерабатывающей промышленности не развивалось, и Россия закупала все большее количество «мануфактурных товаров» за границей. Очевидно, причина заключалась в открывшихся возможностях по экспорту чугуна, с одной стороны, и в конкуренции со стороны более развитой западноевропейской промышленности, с другой. В результате Россия вышла на первое место в мире по производству чугуна и стала его основным экспортером в Европу. Среднегодовой объём экспорта чугуна в последние годы царствования Екатерины II (в 1793—1795 гг.) составлял около 3 млн пудов (48 тыс. т); а общее число заводов к концу эпохи Екатерины (1796 г.) по официальным данным того времени, превысило 3 тысячи. По данным академика С. Г. Струмилина, эта цифра сильно завышала действительное число фабрик и заводов, поскольку в неё, «лишь для пущего прославления этой царицы», были включены даже кумысные «фабрики» и овчарные «заводы».

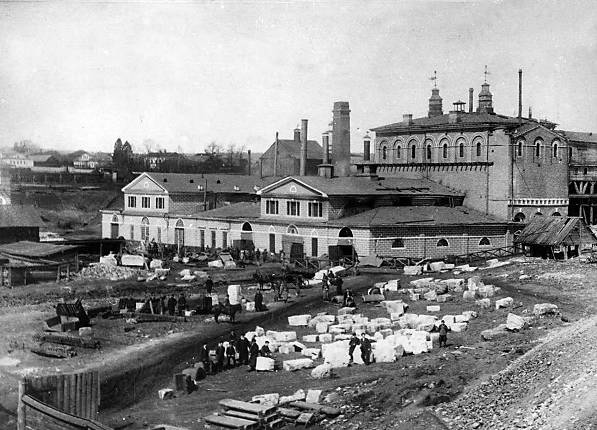
Билимбаевский чугуноплавильный завод вблизи Екатеринбурга: основан в 1734 г., фото конца XIX в. На переднем плане — 1-2-этажный корпус XVIII в., на заднем плане справа — новое доменное производство, построенное в 1840-х гг.

Применявшийся в ту эпоху металлургический процесс по своей технологии практически не изменился с древнейших времён и по своему характеру представлял собой скорее ремесленное, нежели промышленное, производство. Историк Т. Гуськова характеризует его даже применительно к началу XIX в. как «индивидуальный труд ремесленного типа» или «простую кооперацию с неполным и неустойчивым разделением труда», и констатирует также «почти полное отсутствие технического прогресса» на металлургических заводах в течение XVIII в.. Плавка железной руды производилась в небольших печах высотой несколько метров с использованием древесного угля, считавшегося в Европе чрезвычайно дорогим топливом. К тому времени данный процесс был уже устаревшим, поскольку с начала XVIII века в Англии был запатентован и начал внедряться значительно более дешёвый и производительный процесс, основанный на применении каменного угля (кокса). Поэтому массовое строительство в России ремесленных по своему характеру металлургических производств с маленькими доменными печами на полтора столетия вперёд предопределило технологическое отставание русской металлургии от западноевропейской и в целом технологическую отсталость русской тяжёлой промышленности.
По-видимому, важной причиной указанного феномена, наряду с открывшимися экспортными возможностями, было наличие бесплатного крепостного труда, что позволяло не учитывать большие затраты на подготовку дров и древесного угля и транспортировку чугуна. Как указывает историк Дж. Блюм, транспортировка чугуна до портов Балтики была настолько медленной, что занимала 2 года, и обходилась так дорого, что чугун на побережье Балтийского моря стоил в 2,5 раза дороже, чем на Урале.
Роль и значение крепостного труда в течение второй половины XVIII в. значительно увеличились. Так, численность приписных (посессионных) крестьян увеличилась с 30 тысяч человек в 1719 г. до 312 тысяч в 1796 г.. Удельный вес крепостных среди работников Тагильских металлургических заводов вырос с 24 % в 1747 г. до 54,3 % в 1795 г., а к 1811 г уже «все люди при тагильских заводах» попали в общий разряд «крепостных заводских господ Демидовых». Продолжительность работы достигала 14 часов в день и более. Известно о ряде бунтов уральских рабочих, которые приняли активное участие и в восстании Пугачёва.
Как пишет И. Валлерстайн, в связи с бурным развитием западноевропейской металлургической промышленности, основанной на более передовых и эффективных технологиях, в первой половине XIX в. экспорт русского чугуна практически прекратился и произошёл крах русской металлургии. Т. Гуськова отмечает сокращения производства чугуна и железа на Тагильских заводах, происходившие в течение 1801—1815, 1826—1830 и 1840—1849 гг., что свидетельствует о затяжной депрессии в отрасли.
Н. А. Рожков указывает, что в начале XIX в. у России был самый «отсталый» экспорт: в нём практически не было промышленной продукции, только сырьё, а в импорте преобладали промышленные изделия. С. Г. Струмилин отмечает, что процесс машинизации в русской промышленности в XVIII — начале XIX вв. шёл «черепашьими темпами», и потому отставание от Запада к началу XIX в. достигло максимума, указывая на использование крепостного труда как на основную причину такого положения.
Преобладание крепостного труда и командно-административных методов управления мануфактурами, с эпохи Петра I до эпохи Александра I, стали причиной не только отставания в техническом развитии, но и неспособности наладить нормальное мануфактурное производство. Как писал в своём исследовании М. И. Туган-Барановский, вплоть до начала-середины XIX вв. «русские фабрики не могли удовлетворить потребности армии в сукнах, несмотря на все усилия правительства расширить суконное производство в России. Сукна выделывались крайне низкого качества и в недостаточном количестве, так что приходилось покупать иногда мундирное сукно за границей, чаще всего в Англии». При Екатерине II, Павле I и в начале эпохи Александра I продолжали существовать запреты на продажу сукна «на сторону», распространявшиеся сначала на большинство, а затем уже и на все суконные фабрики, которые были обязаны все сукно продавать государству. Однако это ничуть не помогало. Только в 1816 г. суконные фабрики были освобождены от обязательства продавать все сукно государству и «с этого момента, — писал Туган-Барановский, — суконное производство получило возможность развиваться…»; в 1822 г. государство впервые смогло полностью разместить среди фабрик свой заказ на производство сукна для армии. Помимо господства командно-административных методов, главную причину медленного прогресса и неудовлетворительного состояния русской промышленности экономический историк видел в преобладании принудительного крепостного труда.
Типичными фабриками той эпохи были дворянско-помещичьи, расположенные прямо в деревнях, куда помещик насильно сгонял своих крестьян и где не было ни нормальных условий производства, ни заинтересованности работников в своём труде. Как писал Николай Тургенев, «Помещики помещали сотни крепостных, преимущественно молодых девушек и мужчин, в жалкие лачуги и силой заставляли работать… Я вспоминаю, с каким ужасом говорили крестьяне об этих заведениях; они говорили: „В этой деревне есть фабрика“ с таким выражением, как если бы они хотели сказать: „В этой деревне чума“».

### Развитие промышленности приАлександре I
Как полагает И. Валлерстайн, действительное развитие промышленности в России началось при Александре I, чему, по его мнению, способствовала система протекционизма, введенная в 1822 г. (в конце царствования Александра I) и сохранявшаяся до конца 1850-х гг. Согласно этой системе, высокие пошлины взимались по импорту около 1200 различных видов товаров, а импорт некоторых товаров (хлопчатобумажные и льняные ткани и изделия, сахар, ряд металлических изделий и т. д.) был фактически запрещён. Именно благодаря высоким таможенным тарифам, по мнению И. Валлерстайна и Дж. Блюма, в России в этот период была создана достаточно развитая и конкурентоспособная текстильная и сахарная промышленность. М. И. Туган-Барановский тоже указывал на важную роль протекционистской политики, начиная с 1822 г., в становлении текстильной и других отраслей промышленности.

### Развитие промышленности приНиколае I
Другой причиной, очевидно, было предоставление крестьянам свободы передвижения и хозяйственной деятельности в начале царствования Николая I. Ранее, при Петре I, крестьянам было запрещено совершать сделки и введено правило, по которому любой крестьянин, оказавшийся на расстоянии более 30 верст от своей деревни без отпускного свидетельства (паспорта) от помещика, считался беглым и подлежал наказанию. Как писал историк Н. И. Павленко, «Паспортная система затрудняла миграцию крестьянского населения и на долгие годы затормозила формирование рынка рабочей силы». Эти строгие ограничения сохранились до XIX в. и были отменены в течение первых 10-15 лет царствования Николая I, что способствовало появлению массового феномена крестьян-предпринимателей и крестьян-наемных рабочих.
В связи с бурным развитием хлопчатобумажной промышленности ввоз хлопка в Россию (в целях его переработки) вырос с 1,62 тыс. т. в 1819 г. до 48 тыс.т. в 1859 г., то есть почти в 30 раз, причём особенно быстро хлопчатобумажное производство росло в 1840-е гг. Как писал С. Г. Струмилин, «таких темпов, как за 40-е годы, с учетверением за одно лишь десятилетие, не знала даже Англия в свои лучшие годы промышленного переворота XVIII в.».
В роли сахарозаводчиков чаще всего выступали помещики, а в качестве предпринимателей в текстильной отрасли — в подавляющем большинстве крестьяне, крепостные или бывшие крепостные. Например, по данным историка Дж. Блюма, все или почти все из 130 хлопчатобумажных фабрик города Иваново в 1840-е годы принадлежали крестьянам, ставшим предпринимателями. Все рабочие хлопчатобумажных фабрик были вольнонаёмными.
Происходило развитие и других отраслей. Как указывает Н. А. Рожков, в течение 1835—1855 гг. произошёл «необычный расцвет промышленности и производства», в том числе производства хлопчатобумажных изделий, изделий из металла, одежды, деревянных, стеклянных, фарфоровых, кожаных и прочих изделий. Он также пишет о сокращении в этот период импорта готовых изделий, а также машин и инструментов, что свидетельствует о развитии соответствующих русских производств.
В 1830 г. в России было лишь 7 машиностроительных (механических) заводов, производивших продукции на 240 тыс. руб., а в 1860 г. — уже 99 заводов, производивших продукции на 8 млн руб. — таким образом, машиностроительное производство за указанный период выросло в 33 раза.
По мнению С. Г. Струмилина, именно в период с 1830 по 1860 гг. в России произошёл промышленный переворот, аналогичный тому, что происходил в Англии во второй половине XVIII в. Так, в начале этого периода в России были лишь единичные экземпляры механических ткацких станков и паровых машин, а к концу периода только в хлопчатобумажной промышленности было почти 16 тысяч механических ткацких станков, на которых производилось около 3/5 всей продукции данной отрасли, и имелось паровых машин (паровозы, пароходы, стационарные установки) общей мощностью порядка 200 тыс. л.с.. В результате интенсивной машинизации производства резко выросла производительность труда, которая ранее либо не менялась, либо даже уменьшалась. Так, если с 1804 по 1825 г. годовая выработка продукции промышленности на одного рабочего снизилась с 264 до 223 серебряных рублей, то в 1863 г. она составляла уже 663 с. руб., то есть выросла в 3 раза. Как писал С. Г. Струмилин, таких высоких темпов роста производительности труда, какие были в указанный период, русская дореволюционная промышленность не знала за всю свою историю.
В связи с развитием промышленности доля городского населения за период царствования Николая I выросла более чем в 2 раза — с 4,5 % в 1825 г. до 9,2 % в 1858 г. — при том, что общий рост населения России также заметно ускорился.
Одновременно с созданием в 1830—1840-е гг., практически с нуля, новых отраслей — хлопчатобумажной, сахарной, машиностроительной и других — шёл быстрый процесс вытеснения из промышленности крепостного труда: число фабрик, применявших труд крепостных, сократилось до 15 % в 1830-е годы и продолжило уменьшаться в дальнейшем. В 1840 г. было принято решение Государственного совета, утверждённое Николаем I, о закрытии всех посессионных фабрик, использовавших крепостной труд, после чего только в период 1840—1850 гг., по инициативе правительства, было закрыто более 100 таких фабрик. К 1851 г. число посессионных крестьян сократилось до 12-13 тысяч.
Техническая реконструкция металлургии также началась при Николае I. Историк А. Бакшаев указывает, что на Гороблагодатских заводах на Урале в 1830—1850-е гг. был внедрен ряд новых технологий; Т. Гуськова приводит длинный список инноваций, внедренных в Нижне-Тагильском округе в первой половине XIX в..
В течение долгого времени среди историков ведётся спор о сроках и этапах «технической революции» в русской металлургии. Хотя ни у кого нет сомнения, что её пик пришёл на 1890-е гг., но называется множество дат её начала: 30-е, 40-50-е, 60-70-е годы XIX в.. В этой связи неясно, насколько вообще можно говорить о «технической революции» или «техническом перевороте» применительно к периоду, предшествовавшему 1890-м гг. По данным Н. Рожкова, в 1880 г. с использованием древесного топлива все ещё выплавлялось более 90 % всего чугуна в стране. Но уже к 1903 г. эта доля сократилась до 30 %, соответственно почти 70 % чугуна в 1903 г. выплавлялось с использованием более современных технологий, преимущественно основанных на каменном угле (коксе). Таким образом, имеет смысл говорить об очень медленной реконструкции старой металлургии, шедшей с 1830 г. до 1880-х гг., и о технической революции, произошедшей в 1890-е гг. По мнению М. И. Туган-Барановского, отсталость и медленный прогресс в русской металлургии в течение почти всего XIX в. были обусловлены тем, что с самого начала она полностью была основана на крепостном принудительном труде, что очень затруднило её переход на «нормальные» условия работы.

### Во второй половине XIX в.

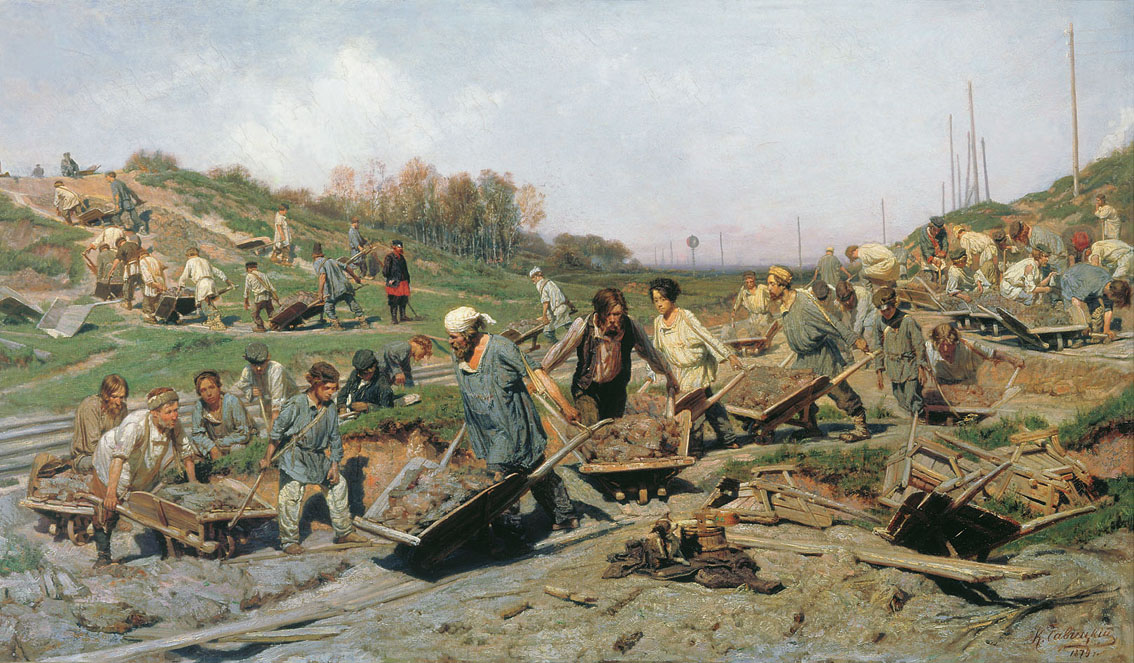
Савицкий К. А. «Ремонтные работы на железной дороге», 1874 год

Крымская война показала: или Россия в ближайшее время осуществит модернизацию своей армии, или же она рискует утратить свою экономическую, а может быть, и политическую самостоятельность. Последующее развитие событий, характеризовавшееся экономической и военной экспансией капитала, созданием колониальных империй и полуколониальной зависимости, свидетельствовало, что поставленная Крымской войной дилемма приобретала всё более и более ощутимый характер и ставила правящие верхи России перед необходимостью форсировать экономическое, прежде всего промышленное развитие страны, от которого зависела её обороноспособность. В пореформенные годы не только происходит ускорение промышленного развития страны, но и разворачивается промышленный переворот — переход от ручного труда к машинному, который в свою очередь становится
пружиной индустриализации.
В начале 1860-х гг. русская промышленность пережила серьёзный кризис, и в целом в 1860—1880-е гг. её развитие резко замедлилось. Как указывал М. Н. Покровский, с 1860 по 1862 гг. выплавка чугуна упала с 20,5 до 15,3 млн пудов, а переработка хлопка — с 2,8 до 0,8 млн пудов. Соответственно, очень резко, почти в 1,5 раза, сократилось число рабочих в обрабатывающей промышленности — с 599 тыс. чел. в 1858 г. до 422 тыс. в 1863 г.. В этот период российское хозяйство продолжало носить аграрный характер, а промышленность действовала на основе мощнейшего импульса петровских преобразований. Основная часть населения была занята в сельском хозяйстве и даже те, кто «отходил» на предприятия на заработок, были вынуждены уходить обратно в деревню в сезон выращивания урожая, так как из-за крайне низкой механизации сельских работ производительность труда в сельском хозяйстве была крайне низкой. В промышленности же в основном действовали небольшие предприятия, также было развито кустарное производство. Таким образом, в указанное время лёгкая промышленность была гораздо более развитой, чем тяжёлая. Предприятия, производящие средства производства, продолжали работать на низком уровне технического оснащения главным образом на Урале, то есть в старых промышленных районах. Такое положение дел было связано, кроме всего прочего, с тем, что среди населения продукты производства металла не пользовались спросом, а на заводах действовало зарубежное оборудование. В зачаточном состоянии в это время находилось и русское предпринимательство. Поставленные под полный государственный контроль, предприниматели испытывали серьёзные затруднения в открытии новых предприятий.
В последующие годы периоды роста перемежались с периодами спадов. В целом экономические историки характеризуют период с 1860 г. по 1885—1888 гг., пришедшийся в основном на царствование Александра II, как период экономической депрессии и промышленного спада. Хотя в целом за этот период объёмы производства в текстильной промышленности, машиностроении и других отраслях выросли, но в намного меньшем размере, чем за предыдущие 30 лет, а в расчёте на душу населения почти не изменились, ввиду быстрого демографического роста в стране. Так, производство чугуна (в европейской части страны) выросло с 20,5 млн пудов в 1860 г. до 23,9 млн пудов в 1882 г. (всего лишь на 16 %), то есть в расчете на душу населения даже сократилось.
После прихода к власти Александра III, начиная с середины 1880-х гг., правительство вернулось к протекционистской политике, проводившейся при Александре I. В течение 1880-х гг. было несколько повышений импортных пошлин, а начиная с 1891 г. в стране начала действовать новая система таможенных тарифов, самых высоких за предыдущие 35-40 лет. По мнению ученых той эпохи (М. Ковалевский) и современных экономических историков (Р. Порталь, П. Байрох), проведение политики протекционизма сыграло важную роль в резком ускорении промышленного роста в России в конце XIX в. Всего лишь за 10 лет (1887—1897 гг.) промышленное производство в стране удвоилось. За 13 лет — с 1887 г. по 1900 г. — производство чугуна в России выросло почти в 5 раз, стали — также почти в 5 раз, нефти — в 4 раза, угля — в 3,5 раза, сахара — в 2 раза. Беспрецедентными темпами шло строительство железных дорог. В конце 1890-х гг. ежегодно вводилось в строй около 5 тысяч километров железнодорожного полотна.
Вместе с тем, экономические историки указывают на ряд недостатков протекционистской политики России в этот период. Так, импортные пошлины стимулировали производство не сложных промышленных изделий, а базовой продукции русской промышленности (чугун, сталь, нефть, уголь и т. д.). Необоснованно высокие пошлины и акцизы были установлены на ряд потребительских товаров, прежде всего на продовольствие (в среднем 70 %). Импортные пошлины взимались только в европейской части страны, азиатская же граница почти на всем её протяжении была фактически свободна от каких-либо пошлин и сборов, чем пользовались торговцы, ввозившие через неё львиную часть промышленного импорта. Политика протекционизма, кроме всего прочего, была нацелена на сохранение капитала внутри страны. Именно поэтому новый министр финансов С. Ю. Витте, помимо повышения ввозных пошлин с целью защиты национального производителя, занимался активным привлечением иностранного капитала, в первую очередь из тех стран, которые позже составили военно-политический блок Антанты — Англии, Франции. Во многом именно благодаря активному внедрению в российскую экономику иностранных средств путём получения кредитов и выпуска облигаций государственного займа России удалось совершить индустриальный скачок в начале XX века.
Характерной чертой индустриализации 1890-х гг. стала быстрая монополизация ведущих отраслей промышленности. Например, синдикат «Продамет» в начале XX в. контролировал более 80 % всего российского производства готовых металлических изделий, синдикат «Кровля» — более 50 % всего выпуска листового железа, подобная же картина была в других отраслях, где были созданы «Продвагон», «Продуголь» и другие монополистические объединения. В табачной отрасли был создан Табачный трест — его создали англичане, скупившие все русские табачные компании. Это приводило ко всё большей концентрации производства в промышленности, превосходившей даже тот уровень концентрации, который складывался в Западной Европе. Так, на крупных предприятиях с числом рабочих более 500 человек в России в начале XX в. работало около половины всех промышленных рабочих, такой высокий показатель в Европе был лишь в Германии, в других странах этот показатель был намного ниже.
Кроме того, характерной чертой индустриализации и формирования в связи этим новых социальных классов — буржуазии и пролетариата, в России конца XIX века являлась подавляющая роль государства в экономике. По выражению ряда учёных, самодержавие буквально «насаждало» Российской империи промышленность и капитализм. Это было связано с тем, что в России сложилась действительно сильная самодержавная власть, поэтому и экономическая политика проводилась во многом в её интересах. При этом, формирование капиталистической системы правительство пыталось поставить под свой полный контроль, ограничить проявление негативных её черт, ведь она должна была стать лишь инструментом для становления новой промышленности. Энгельс критиковал российское правительство за подобные попытки, так как считал, что даже контролируемый «сверху» капитализм обладает кумулятивностью и постепенно трансформирует всю систему, и в конечном счёте страна всё равно столкнётся с его характерными проявлениями.
«Россия, — писал Энгельс Лафаргу 2 сентября 1891 г., ознакомившись со статьей Плеханова „Социально-политическое положение в России в 1890 году“, — … очень много потрудилась над созданием крупной национальной промышленности…».
Важной особенностью российской индустриализации второй половины XIX века являлся её персоналистский характер. Система управления страной предполагала довольно сильную разрозненность между министерствами, а также концентрацию большого объёма полномочий в руках министров. В сфере промышленности важную роль играло Министерство Финансов, и в зависимости от того, кто его возглавлял, политика в сфере промышленной модернизации страны менялась.
Иностранные инвестиции двигали вперёд промышленность и транспорт, а средства в казну поступали главным образом из деревни, что способствовало разрушению крестьянского хозяйства. Процесс первоначального накопления в России приобретал однобокий характер: в стране оставались разорённые крестьяне, а прибыль от инвестиций уплывала за границу, что сдерживало формирование отечественной буржуазии. По мере расширения государственного вмешательства в экономику неизбежно было сокращение сферы рыночных механизмов и расширение внеэкономических.

#### М. Х. Рейтерн
В рассматриваемом периоде первым министром финансов является Михаил Христофорович Рейтерн, занимавший свой пост до 1878 года. После проведённой им в начале 1860-х гг. неудачной денежной реформы, министр пришёл к выводу, что в первую очередь необходимо в целом укреплять российскую экономику, в особенности промышленность. Особое внимание данный министр финансов уделял железнодорожному строительству, которое способствовало бы повышению спроса и на продукцию российской тяжёлой промышленности. Так как его предложения по строительству железных дорог на деньги казны с помощью оптимизации её расходов столкнулись с критикой, был выбран путь формирования частных железнодорожных компаний. Позднее Рейтерн также выступил с инициативой приватизации государственных железных дорог.
Однако такое бурное железнодорожное строительство не могло быть сразу обеспечено должного количества и надлежащего качества продукцией предприятий тяжёлой промышленности, которые в это время переживали спад производства. В данных условиях правительство начало активно разрабатывать новые промышленные районы Донбасса, использовать инструмент госзаказов, а также привлекать иностранные капиталы. Таким образом, в ряде аспектов политика Рейтерна уже начала напоминать программу Витте. С целью подъёма российской промышленности Рейтерн добился принятия нового торгового тарифа в 1868 году, по которому было снижено значительное число пошлин. Экономисты по-разному оценивают данную меру, считая её, с одной стороны, эффективной, но с другой указывают на то, что это привело к активному ввозу в страну оборудования и, как следствие, её зависимости от иностранных машин. Кроме того, Рейтерн понимал и необходимость поощрения предпринимательской инициативы для роста промышленности, что привело к либерализации законодательства в отношении предпринимателей. К своему уходу Рейтерн подготовил наставление для нового министра финансов, в котором его экономическая доктрина претерпела существенные изменения. Он настаивал на необходимости сохранения достигнутого уровня развития промышленности, выступал против дальнейшего бурного строительства железных дорог и промышленных предприятий, говорил о необходимости возвращения к протекционистской стратегии.

#### Иван Алексеевич Вышнеградский
Последовавшие за Рейтерном министры финансов в целом действительно были заинтересованы, во-первых, в сохранении достигнутого уровня промышленного производства, а во-вторых, в оздоровлении российской экономики. Всё больше усиливались протекционистские тенденции, что положительно сказывалось на внутренних промышленных производствах. Параллельно с этим государство активно национализировало частные промышленные компании после краха «фритредерской» стратегии Рейтерна.
Вышнеградский реализовывал стратегию как можно большего накопления денежных средств внутри страны. Он продолжал политику высоких таможенных пошлин, а таможенный тариф 1891 года обеспечил почти двукратный рост пошлинного дохода. Одновременно с этим министр финансов мало заботился о социальной сфере, увеличил давление на аграрный сектор и отказался от идеи рабочего законодательства. Таким образом, с одной стороны, страна накопила достаточную материальную базу для индустриализации, но с другой, это было сделано ценой жертв и роста социального напряжения.

#### Сергей Юльевич Витте
Бывший до 1892 года министром путей сообщения, Витте был убеждён, что рост внутреннего спроса на продукцию тяжёлой промышленности возможен только при активном железнодорожном строительстве. Вслед за этим, должна потребоваться и передовая техника для наращивания производства, то есть внутри страны возникнет естественный спрос и на неё. Таким образом, внутренняя торговля постепенно должна была способствовать подъёму всей экономики в целом.
Помимо приверженности протекционистской стратегии, Витте защищал и идею прямого руководства самодержавной власти экономическими процессами в стране. Витте санкционировал и приветствовал открытие на территории России иностранных акционерных обществ, а также банков, в которых значительная доля принадлежала зарубежным партнёрам. Для этих учреждений действовали различные льготы, сниженное налогообложение.

### Русская промышленность в начале XX века
Несомненным фактом является замедление промышленного роста России накануне Первой мировой войны — по сравнению с концом XIX века. В 1901—1903 гг. произошло падение производства. Но даже в 1905—1914 гг. темпы увеличения промышленного производства были в несколько раз ниже, чем в 1890-е годы. Темпы роста промышленности в этот период лишь ненамного опережали темпы роста населения России.
Так, например, производство стали и железа с 1900 по 1913 гг. выросло на 51 %, а население страны — на 27 % (со 135 до 171 млн человек). В предыдущие 13 лет при тех же темпах роста населения производство стали и железа выросло в 4,6 раза:
Производство основных видов промышленной продукции в 1887—1913 гг., млн пудов
| Виды продукции       | 1887 г. | 1900 г. | 1913 г. |
| -------------------- | ------- | ------- | ------- |
| Чугун                | 36,1    | 176,8   | 283     |
| Уголь                | 276,2   | 986, 4  | 2215    |
| Сталь и железо       | 35,5    | 163     | 246,5   |
| Нефть                | 155     | 631,1   | 561,3   |
| Хлопок (переработка) | 11,5    | 16      | 25,9    |
| Сахар                | 25,9    | 48,5    | 75,4    |

Замедление промышленного роста в начале XX в. не означало, что отсутствовал спрос на продукцию промышленности, но значительная часть этого спроса покрывалась за счёт импорта. Как указывала английский экономист М. Миллер, в течение всего этого периода происходило быстрое увеличение импорта машин и оборудования из Германии, в связи с чем только за период с 1902—1906 гг. по 1913 г. импорт из Германии вырос в 2 раза.
В начале XX в. продолжался процесс концентрации производства и монополизации. На 1 января 1910 года в России существовало уже 150 синдикатов и иных монополистических объединений в 50 отраслях страны, которые, как отмечал Н. Рожков, мало занимались техническим прогрессом, но способствовали росту цен на промышленные изделия, примеры которых он приводит.

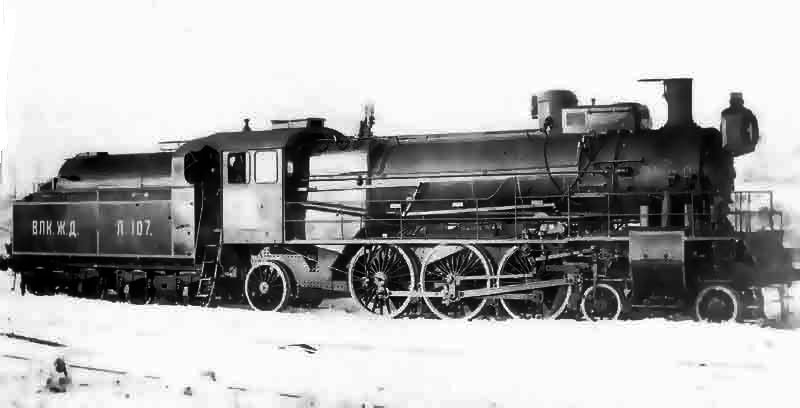
Один из самых мощных паровозов дореволюционной России (серии Лп)

Ряд отраслей промышленности в дореволюционной России был развит довольно хорошо: металлургия, паровозостроение, текстильная промышленность. Паровозостроение прошло в своём развитии несколько этапов — от первого русского паровоза Черепановых (1834 г.) до бронепоездов эпохи Первой мировой и Гражданской войн. Россия до революции имела самую большую в Европе сеть железных дорог (протяженность — 70,5 тыс. км в 1917 г.), и для её эксплуатации был задействован большой парк паровозов и вагонов отечественного производства. Текстильная промышленность с самого начала возникла как конкурентоспособная отрасль, основанная на частной инициативе, и таковой оставалась в начале XX в..
Вместе с тем, даже по развитию базовых отраслей Россия значительно отставала от ведущих европейских стран. Например, производство металла в России в 1912 г. составляло 28 кг на человека, а в Германии — 156 кг, то есть в 5,5 раз больше. Что касается более сложных и наукоёмких отраслей, то там отставание было намного большим. Как указывал Н. Рожков, своего промышленного машиностроения и производства средств производства (станков и оборудования) в России в начале XX в. фактически не существовало.

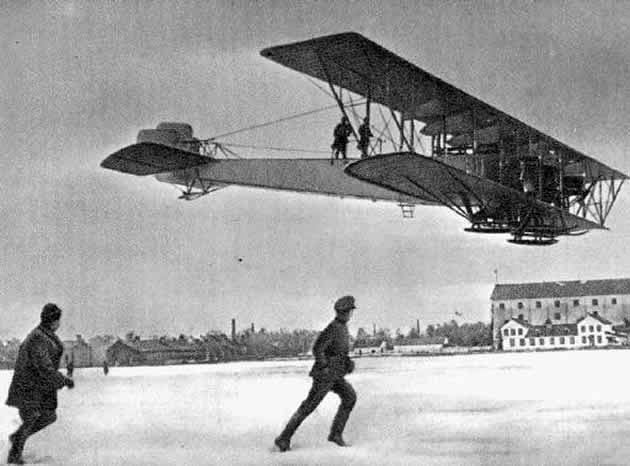
«Илья Муромец» И. Сикорского — лучший русский бомбардировщик времён Первой мировой войны

Судостроительная промышленность была развита слабо: за рубежом закупалось порядка 80 % всех судов; часть собственных судов производилась в районе Каспия, куда импортные суда попросту не могли дойти. Новые отрасли — авто- и авиастроение — только начали развиваться незадолго до Первой мировой войны, но и здесь наметилось значительное отставание России от ведущих стран Запада. Так, в годы Первой мировой войны Россия выпускала в 4 раза меньше самолётов, чем Германия, Франция или Англия. Кроме того, почти 90 % русских самолётов были оснащены импортными двигателями, при том что двигатель являлся самым наукоёмким элементом конструкции, и его цена составляла более 50 % стоимости самолёта.
От 70 % до 100 % производственных мощностей в большинстве отраслей промышленности накануне Первой мировой войны контролировал иностранный капитал, в значительной мере — французский.
Непропорционально большое развитие получила кустарная промышленность, которая занималась выпуском целого ряда промышленных изделий (например, самоваров, тканей, одежды и т. п.). По данным историка С. Кара-Мурзы, число фабричных рабочих (взрослых мужчин) накануне революции 1917 г. составляло 1,8 млн чел., а вместе с семьями — 7,2 млн чел., то есть всего лишь около 4 % населения Российской империи. В то же время, число крестьян-кустарей на конец 1890-х гг., по данным М. Ковалевского, составляло порядка 7-8 миллионов или около 12 % всего взрослого трудоспособного населения страны на конец XIX века.
По данным профессора Калифорнийского университета Г. Гроссмана, объём промышленного производства в России в 1913 г. в расчете на душу населения составлял 1/10 от соответствующего показателя США. Отставание развития России от стран Запада в промышленности было более значительным, чем общее отставание экономического развития страны. Так, объём валового внутреннего продукта России на душу населения в 1913 г., по данным американского экономического историка П. Грегори, составлял 50 % от соответствующего немецкого и французского, 1/5 — английского и 15 % — от американского показателя.
Недостатки в развитии русской промышленности сыграли немалую роль в событиях Первой мировой войны, когда русская армия оказалась хуже оснащенной военной техникой, вооружением и боеприпасами, чем другие воюющие страны.
Экономисты начала XX в. и современные экономические историки приводили ряд причин, которые могли способствовать указанным недостаткам в развитии дореволюционной русской промышленности. Среди них — ошибки при проведении протекционистской политики правительства (см. выше), высокая монополизация промышленности, неверные приоритеты государственной промышленной и транспортной стратегии, коррупция государственного аппарата.